# Polisspärr
Polisspärr (engelska: Roadblock) är en amerikansk långfilm från 1951 i regi av Harold Daniels, med Charles McGraw, Joan Dixon, Lowell Gilmore och Louis Jean Heydt i rollerna.

## Handling
Joe Peters (Charles McGraw) och hans partner Harry Miller (Louis Jean Heydt) undersöker försäkringsbedrägerier. När de slutfört sitt jobb och förbereder sig för att flyga hem träffar Joe den vackra Diane (Joan Dixon). Utan Joes vetskap låtsas hon vara hans fru för att få rabatt på flyget. Joe faller för Diane men hon förklarar för honom att hon vill leva det goda livet, något han inte kan betala för med sin vanliga knegarlön. De går därmed separata vägar när de anländer till Los Angeles.
När Joe senare blir satt att undersöka Kendall Webb (Lowell Gilmore), den huvudmisstänkte i en pälsstöld, stötar han på Diane igen, hon är nämligen Webbs flickvän. Kärleken mellan dom får liv igen och Joe bestämmer sig för att ordna ett rån åt Webb med sin insiderkunskap.

## Rollista
| Charles McGraw   | – Joe Peters   |
| Joan Dixon       | – Diane        |
| Lowell Gilmore   | – Kendall Webb |
| Louis Jean Heydt | – Harry Miller |
| Milburn Stone    | – Egan         |